# Jirayu Tangsrisuk
Jirayu Tangsrisuk (tiếng Thái: จิรายุ ตั้งศรีสุข, phiên âm: Chi-ra-du Tang-si-súc, sinh ngày 19 tháng 9 năm 1993) còn có nghệ danh là James (เจมส์), là một diễn viên, ca sĩ, người mẫu và người dẫn chương trình người Thái Lan trực thuộc Channel 3. Anh được biết đến qua các vai diễn trong Bác sĩ Puttipat (2013), Người con gái tôi yêu (2013), Mãi mãi một tình yêu (2015), Cô vợ mẫu mực (2016), Cứu tinh của nàng thiên nga (2017), Một mảnh đất, một bầu trời (2018), Trò chơi tình ái (2018)...

## Tiểu sử và học vấn
James Jirayu hay còn gọi là James Ji, sinh ngày 19/9/1993 tại tỉnh Phichit, Thái Lan. James Ji sinh ra trong một gia đình công chức bình thường, với một người chị gái tên Jirarat Tangsrisuk (Jip), chị gái anh là bác sĩ. Từ nhỏ anh đã đam mê âm nhạc, có khả năng chơi đàn guitar, đồng thời đã từng là tay guitar bass trong ban nhạc của trường cấp 3.
Anh tốt nghiệp khoa Quản trị kinh doanh, Đại học Rangsit vào tháng 12 năm 2017.

## Hoạt động xã hội
Anh có cơ duyên với các dự án tại Việt Nam, cuối năm 2014, anh cùng với nhóm nhạc 365 DaBand đến thăm các trẻ em bị bệnh tim tại bệnh viện tim Tâm Đức - Tp.HCM. Tại đây, James Ji đã chia sẻ anh rất cảm động với những gì chương trình dành cho các trẻ em Việt Nam và cũng mong sẽ nhân dịp này giới thiệu về "Vết sẹo cuộc đời" cũng như Nhịp tim Việt Nam vươn xa hơn vượt biên giới.

## Các phim đã tham gia

### Phim điện ảnh
| Năm  | Tên gốc                                    | Tên tiếng Việt             | Vai               | Ghi chú        |
| ---- | ------------------------------------------ | -------------------------- | ----------------- | -------------- |
| 2012 | The Way                                    |                            | Tam               |                |
| 2013 | First Love                                 | Khiêu vũ với tình yêu      | Namnan            |                |
| 2014 | Timeline                                   | Lá thư và những kỷ niệm    | Tan               |                |
| 2015 | Khun Thong Dang The Inspirations           |                            | Jon (lồng tiếng)  | Phim hoạt hình |
| 2017 | Home Away From Home                        |                            | Người du lịch bụi | Phim ngắn      |
| 2018 | Blind to be                                |                            | Gun               | Phim ngắn      |
| 2021 | Ayutthaya Maha Raruay (Cute Boy Ayutthaya) | Ayutthaya úm ba la bùa yêu | Ryosu             |                |

### Phim truyền hình
| Năm  | Tên gốc                            | Tên tiếng Việt                                 | Vai                                                                             | Hãng sản xuất       | Đài      |
| ---- | ---------------------------------- | ---------------------------------------------- | ------------------------------------------------------------------------------- | ------------------- | -------- |
| 2013 | Khun Chai Taratorn                 | Chuyện tình chàng khảo cổ                      | Mom Rajawongse Puttipat Jutathep (Khun Chai Pat) (Series Quý ông nhà Juthathep) | Maker Y             | CH3      |
| 2013 | Khun Chai Pawornruj                | Quý cô và chàng ngoại giao                     | Mom Rajawongse Puttipat Jutathep (Khun Chai Pat) (Series Quý ông nhà Juthathep) | Good Feeling        | CH3      |
| 2013 | Khun Chai Puttipat                 | Bác sĩ Puttipat                                | Mom Rajawongse Puttipat Jutathep (Khun Chai Pat) (Series Quý ông nhà Juthathep) | No Problem          | CH3      |
| 2013 | Khun Chai Rachanon                 | Kỹ sư Rachanon                                 | Mom Rajawongse Puttipat Jutathep (Khun Chai Pat) (Series Quý ông nhà Juthathep) | Act Art Generation  | CH3      |
| 2013 | Khun Chai Ronapee                  | Ảo vọng giàu sang                              | Mom Rajawongse Puttipat Jutathep (Khun Chai Pat) (Series Quý ông nhà Juthathep) | Metha Mahaniyom     | CH3      |
| 2013 | Thong Neu Gao                      | Tấm lòng vàng son                              | Pra Wanchaloem                                                                  | Act Art Generation  | CH3      |
| 2013 | Ruk Sudrit                         | Người con gái tôi yêu                          | Ittirit Patichat / "It"                                                         | Wave Media          | CH3      |
| 2015 | Neung Nai Suang                    | Mãi mãi một tình yêu                           | Anawat Patcharapojanat / "Neung"                                                | No Problem          | CH3      |
| 2016 | Padiwaratda                        | Cô vợ mẫu mực                                  | Saran Siwaweth                                                                  | Good Feeling        | CH3      |
| 2017 | Idol x Warrior Miracle Tunes       |                                                | Demon King                                                                      | OLM Dentsu          | TV Tokyo |
| 2017 | Buang Hong                         | Cứu tinh của nàng thiên nga / Níu em trong tay | Ramet Jirayuttanon / "Met"                                                      | Thanud Lakorn       | CH3      |
| 2018 | Nueng Dao Fah Diew                 | Một mảnh đất, một bầu trời                     | Ok Pra Sri Khan Thin / Khan Thong                                               | TV Scene            | CH3      |
| 2018 | Game Sanaeha                       | Trò chơi tình ái / Yêu anh chỉ là đùa          | Lakkhanai Disathaphorn / "Nai"                                                  | Lakorn Thai         | CH3      |
| 2019 | Krong Karm                         | Lồng nghiệp chướng                             | Kamol Atsawarungrueangkit / "Asa"                                               | Act Art Generation  | CH3      |
| 2020 | Leh Bunpakarn                      | Chiêu trò nguyên thủy                          | Plerngfah Sikhanol ("Plerng") / Khun Uthai Yothin / Thao Rawi                   | TV Scene            | CH3      |
| 2020 | Payakorn Sorn Ruk                  | Tiên tri ẩn giấu tình yêu                      | Theeruth                                                                        | Thanud Lakorn       | CH3      |
| 2021 | Karat Ruk                          | Hạnh phúc của Carat                            | Ai Jawin                                                                        | Good Feeling        | CH3      |
| 2022 | Pitsawart Karta Game               | Trò chơi hủy diệt tình yêu                     | Aphinan (Ohm)                                                                   | No Problem          | CH3      |
| 2023 | Matalada                           | Nàng Matalada                                  | Purim / PenNueng                                                                | Maker Y             | CH3      |
| 2024 | Duang Jai Taewaprom                | Trái tim Taewaprom (phần Khwanruethai)         | Puttipat Jutathep (thời trẻ)                                                    | No Problem          | CH3      |
| 2024 | Lok Mon Rob Thur                   | Thế giới xoay quanh em                         | Mana Phromdeetham                                                               | Thong Entertainment | CH3      |
| 2025 | Jao Khun Pee Gub E Nang Kham Duang | TBA                                            | Ek Itthirit                                                                     | Good Feeling        | CH3      |

### Dẫn chương trình
| Năm  | Chương trình                 | Đài       |
| ---- | ---------------------------- | --------- |
| 2016 | Tabi Japan with James Jirayu | Channel 3 |

## Âm nhạc

### Ca khúc
| Năm  | Bài hát                                                     | Ghi chú            |
| ---- | ----------------------------------------------------------- | ------------------ |
| 2014 | "โสดเช็คอิน"                                                  |                    |
| 2014 | "เริ่มวันใหม่" (เพลงประกอบโฆษณา Minute Maid)                    |                    |
| 2014 | "My Lovely Angel"                                           | Bài hát tiếng Hàn  |
| 2015 | "แต่งงานกันนะ" (Would You Marry Me)                           |                    |
| 2015 | "ความสุขของเธอ" (Special Song)                               |                    |
| 2015 | "สเต็ป" (Step)                                               |                    |
| 2016 | Loving You Too Much                                         | Bài hát tiếng Nhật |
| 2016 | Kimidake I Love You                                         | Bài hát tiếng Nhật |
| 2021 | (Missing You) Always (เป็นประจำ = Pen Pra Cham)              | Album: SEE MORE    |
| 2021 | Step by Step (ค่อยๆ ไป = Koy Koy Pai)                        | Album: SEE MORE    |
| 2021 | Trust (วางใจ = Wang Jai)                                    | Album: SEE MORE    |
| 2021 | By the Time... I Got You (กว่าจะมี... เธอ = Gua Ja Me... Ter) | Album: SEE MORE    |
| 2021 | Stubborn (ดื้อ = Due)                                         | Album: SEE MORE    |

### MV
| Năm  | Bài hát                                                                | Ghi chú                                              |
| ---- | ---------------------------------------------------------------------- | ---------------------------------------------------- |
| 2013 | "รักเธอคนเดียวเท่านั้น" (I Love You)                                        | Nhạc phim Người con gái tôi yêu                      |
| 2014 | "ไกลแค่ไหนคือใกล้" (Much Further is Near) (cùng với Jarinporn Joonkiat)   | Nhạc phim Lá thư và những kỷ niệm                    |
| 2014 | "คำถามซึ้งไร้คำตอบ" (The Question That No Answer)                         | Nhạc phim Lá thư và những kỷ niệm                    |
| 2014 | "คำถามซึ่งไร้คนตอบ - เจมส์ จิรายุ" (Letter - Memories)                       | Nhạc phim Lá thư và những kỷ niệm                    |
| 2015 | "จูบ" (Kiss) (cùng với Urassaya Sperbund)                               | Nhạc phim Mãi mãi một tình yêu                       |
| 2015 | "หนึ่งเดียวคือเธอ" (You're The One)                                        | Nhạc phim Mãi mãi một tình yêu                       |
| 2016 | "ทุกอณูหัวใจ" (Every Molecule of My Heart)                                | Nhạc phim Cô vợ mẫu mực                              |
| 2017 | "รักเองช้ำเอง" (Choose to Love) (cùng với Manidaa Rueangsee)             | Nhạc phim Cứu tinh của nàng thiên nga                |
| 2018 | "เก็บ" (Keep)                                                           | Nhạc phim Một mảnh đất, một bầu trời                 |
| 2019 | "ใจสีเทา" (Grey Heart)                                                  | Nhạc phim Lồng nghiệp chướng                         |
| 2020 | "ให้ฉันรักเธออีกครั้ง" (Let Me Love You Again) (cùng với Natapohn Tameeruks) | Nhạc phim Chiêu trò nguyên thủy                      |
| 2020 | "รักไม่มีวันตาย" (Love Never Dies)                                         | Nhạc phim Chiêu trò nguyên thủy (phiên bản Acoustic) |
| 2020 | "สัญญา" (Promise)                                                       | Nhạc phim Tiên tri ẩn giấu tình yêu                  |
| 2021 | "โคจรอยู่ที่เดิม"                                                           | Nhạc phim Hạnh phúc của Carat                        |
| 2023 | "ถ้าฉันเปิดโหมดรักให้กับหัวใจ"                                                | Nhạc phim Yêu em hết cả cuộc đời                     |

### Xuất hiện trong MV
| Năm  | Bài hát           | Ca sĩ thể hiện   |
| ---- | ----------------- | ---------------- |
| 2021 | กักตัว (Quarantine) | Violette Wautier |

### Ca khúc quảng cáo
| Năm  | Bài hát                                              | Ghi chú                                           |
| ---- | ---------------------------------------------------- | ------------------------------------------------- |
| 2013 | "มาอยู่ด้วยกันกับ" (Let's Be Closer)                      | Quảng cáo AIS 3G 2100                             |
| 2014 | "เริ่มวันใหม่" (Start A Day)                             | Quảng cáo Minute Maid                             |
| 2014 | "บังเอิญ โลกกลม พรหมลิขิต" (cùng với Jarinporn Joonkiat) | Quảng cáo Toyota Vios                             |
| 2014 | "Song of Morning News"                               | Kỷ niệm 12 năm Morning News                       |
| 2015 | "รักเธอหมดหัวใจ" (Muang Thai, I Love You)              | Quảng cáo Muang Thai Life Assurance               |
| 2016 | "Happy Birthday" (cùng với Ranee Campen)             | Kỷ niệm 46 năm đài Channel 3                      |
| 2020 | "เพลงประกอบรายการ" (Live Like Love)                  | Quảng cáo 7-Eleven Thailand                       |
| 2020 | "ก้าวต่อไป" (Move On) (feat. Thanawat Wattanaputi)     | Quảng cáo Nescafe Blend And Brew NESCAFÉ Thailand |

### Concert
| Năm  | Concert                                        |
| ---- | ---------------------------------------------- |
| 2014 | James Ji Monkey King Fan Meeting               |
| 2014 | The K Festival concert in Incheon, South Korea |
| 2015 | Lor Mak Mak Concert                            |
| 2015 | Magic James: The Concert                       |
| 2017 | Love Is In The Air: Channel 3 Charity Concert  |
| 2017 | James4D: Concert                               |
| 2018 | We Will Love You - Channel 3 48th Anniversary  |

## Đại diện thương hiệu

### 2012
- Catalogue Friday

### 2013
- Wuttisak Clinic
- เอไอเอส ชุด AIS 3G 2100 มาอยู่ใกล้กัน
- เอไอเอส ชุด AIS Mobile Barclays Premier League
- TOYOTA Vios All New Vios 2013 ชุด V Control
- 7-eleven sets of stamps love Thailand
- 7-eleven sets ลุ้นโชคทั่วไทย 56.
- เอไอเอส ชุด AIS 3G 1-2-Call! Freedom Unlimited
- เอไอเอส ชุด AIS 3G 1-2-Call โปรโทรทุกค่าย
- AIS set WeChat
- AIS set AIS 3G iFAIR
- AIS set AIS mPAY Rabbit
- Krispy Kreme Doughnuts
- Meiji Bulgaria Yoghurt
- TOYOTA Vios (Welcome to my family) với Jarinporn Joonkiat

### 2014
- Toyota Vios Control Your Destination
- เซเว่น อีเลฟเว่น ชุด อย่าลืมมื้อเช้ากับเจมส์ที่ 7-Eleven
- Meiji Bulgaria Yogurt (delicious every day) với Meiji Bulgaria
- Meiji Bulgaria Yogurt (delicious every day to get together with James)
- เครื่องดื่มน้ำผลไม้ มินิทเมด ชุด สดชื่นกว่าเดิม
- TOYOTA Vios (Everywhere Everyone) (V Control Go Japan)
- TOYOTA วีออส-วีโก้ ชุด ฟุตบอลโลก 2014
- TOYOTA Vios TRD Sportivo 2014 series Driven By Style
- ทีวีดิจิทัลช่อง 3 ชุด ประสบการณ์สู่อนาคต
- AIS set -AIS 3G 2100  ให้คุณสัมผัสศึกลูกหนังโลกที่บราซิล
- AIS sets Premier League Live mobile app AIS On Air
- UNIQLO clothing
- Baoji shoes

### 2015
- เมืองไทยประกันชีวิต ชุด เมืองไทย I Love You
- สก๊อต เพียวเร่ ชุด Perfect Care
- เมืองไทยประกันชีวิต ชุด เมืองไทยสมายคลับ
- Meiji Bulgaria Yogurt
- Meiji Bulgaria Yogurt (Meiji Bulgaria Golden Honey)
- AIS LIVE 360 เติมทุกองศากับความพิเศษ
- AIS One-2-Call! ลงทะเบียนซิมเติมเงิน ฟรี

### 2016
- Meiji Bulgaria Yogurt: Meiji Bulgaria Yogurt Drink (new phenomenon)
- AIS เปลี่ยนมือถือ 2G เป็น 3G/4G ไม่ต้องเปลี่ยนเบอร์ ไม่มีค่าเครื่อง
- AIS แลกพอยท์ ลุ้นกินเที่ยวฟรี! ที่ฮอกไกโดกับเจมส์ จิ
- AISเอไอเอส ชุด มั่นใจเอไอเอส ซิมไม่ดับ
- Scotch Puree 10 Berry: Scotch Puree sets The Fan (James Jirayu)
- Aquafina Vit Zaa: AQUAFINA Vit Zaa 'Magic'
- Meiji Bulgaria Yogurt: Meiji Bulgaria The great advantage to the people who love themselves choose. What are you waiting for?
- Baoji: Baoji shoes wear it everyday and be stylish everywhere like James Ji

### 2017
- Meiji Bulgaria Yogurt: Meiji Bulgaria Yogurt Drink two new flavors, you have to try!
- OPPO Mobile: OPPO R9s Black Edition

### 2018
- Scotch: Blind To Be

### 2019
- Nescafe: Blend and Brew với Thanawat Wattanaputi
  - Blend and Brew Special với Thanawat Wattanaputi và Slot Machine
- 7ElevenThailand: Krong Karm Special với Mai Charoenpura
  - Episode 1
  - Episode 2
  - Episode 3
  - Episode 4
  - Episode 5

## Giải thưởng và đề cử
| Năm  | Giải thưởng                           | Hạng mục                                                                   | Tác phẩm được đề cử                                                   | Kết quả   |
| ---- | ------------------------------------- | -------------------------------------------------------------------------- | --------------------------------------------------------------------- | --------- |
| 2013 | 11th Seventeen Choice Awards          | Popularity Award – Male                                                    | —                                                                     | Đoạt giải |
| 2013 | Crow Love Like Awards                 | Climax Category Actor                                                      | —                                                                     | Đoạt giải |
| 2013 | 8th OK! Awards                        | Spotlight Award                                                            | —                                                                     | Đoạt giải |
| 2013 | 2nd Kerd Awards                       | Born to Be Together with Ranee Campen                                      | Series Quý ông nhà Jutathep                                           | Đoạt giải |
| 2013 | 2nd Kerd Awards                       | Born to Be Hot                                                             | —                                                                     | Đoạt giải |
| 2013 | SeeSan Bunterng Awards                | Popular Leading Actor of the Year                                          | Series Quý ông nhà Jutathep, Tấm lòng vàng son, Người con gái tôi yêu | Đoạt giải |
| 2013 | SeeSan Bunterng Awards                | Male Rising Star of the Year                                               | Series Quý ông nhà Jutathep                                           | Đoạt giải |
| 2013 | 6th TV3 Fanclub Awards                | Male Rising Star                                                           | Series Quý ông nhà Jutathep                                           | Đề cử     |
| 2014 | 1st EFM Awards                        | Most Popular Actor                                                         | Người con gái tôi yêu                                                 | Đoạt giải |
| 2014 | 2nd The Nine Fever Awards             | Drama King Fever                                                           | Series Quý ông nhà Jutathep                                           | Đoạt giải |
| 2014 | 2nd The Nine Fever Awards             | TOP Fever Award                                                            | Tấm lòng vàng son                                                     | Đoạt giải |
| 2014 | Recreational Entrepreneur of the Year | Recreational Activities Honor Plaque for Young People                      | —                                                                     | Đoạt giải |
| 2014 | 11th Kom Chad Luek Awards             | Best Actor                                                                 | Series Quý ông nhà Jutathep                                           | Đề cử     |
| 2014 | 11th Kom Chad Luek Awards             | Popularity Award – Actor                                                   | Series Quý ông nhà Jutathep                                           | Đoạt giải |
| 2014 | Buddhists World Visitation Day        | Honorary Plaque                                                            | —                                                                     | Đoạt giải |
| 2014 | 28th Golden Television Awards         | Best Actor                                                                 | Series Quý ông nhà Jutathep                                           | Đề cử     |
| 2014 | 7th Nine Entertain Awards             | Popularity Award                                                           | —                                                                     | Đoạt giải |
| 2014 | 3rd Daradaily the Great Awards        | Male Rising Star of the Year                                               | Series Quý ông nhà Jutathep                                           | Đoạt giải |
| 2014 | 3rd Daradaily the Great Awards        | Daradaily Front Page Darling of The Year                                   | —                                                                     | Đoạt giải |
| 2014 | 3rd Ganesha Award                     | Best Actor                                                                 | Series Quý ông nhà Jutathep                                           | Đoạt giải |
| 2014 | 3rd Ganesha Award                     | Popularity Award                                                           | Series Quý ông nhà Jutathep                                           | Đoạt giải |
| 2014 | Mother's Day Celebration              | Child with Great Gratitude to Mother – Singers / Actors / Artists Category | —                                                                     | Đoạt giải |
| 2014 | Zen Stylish Awards                    | Gentlemen Wear Distinctive Style of The Year                               | —                                                                     | Đoạt giải |
| 2014 | Hamburger Awards                      | Cover of the Year                                                          | —                                                                     | Đoạt giải |
| 2014 | Star's Light Awards                   | Charming Young                                                             | —                                                                     | Đoạt giải |
| 2014 | Thai People for Example Awards        | Young Leading Actor                                                        | —                                                                     | Đoạt giải |
| 2014 | 7th TV3 Fanclub Awards                | Most Popular Actor                                                         | Người con gái tôi yêu                                                 | Đề cử     |
| 2014 | 8th Kazz Awards                       | Male Superstar of the Year                                                 | —                                                                     | Đề cử     |
| 2014 | 8th Kazz Awards                       | Most Popular Actor                                                         | —                                                                     | Đề cử     |
| 2014 | 8th Kazz Awards                       | Best Chemistry with Ranee Campen                                           | —                                                                     | Đề cử     |
| 2015 | 5th Kinnaree Awards                   | Young Leading Actor                                                        | —                                                                     | Đoạt giải |
| 2015 | 12th Kom Chad Luek Awards             | Popular Actor Award                                                        | Người con gái tôi yêu                                                 | Đề cử     |
| 2015 | 8th Nine Entertain Awards             | Popularity Award                                                           | —                                                                     | Đề cử     |
| 2015 | 4th Daradaily the Great Awards        | Best Film Actor of the Year                                                | Lá thư và những kỷ niệm                                               | Đoạt giải |
| 2015 | 4th Daradaily the Great Awards        | Cool Guy of the Year                                                       | —                                                                     | Đoạt giải |
| 2015 | 9th Kazz Awards                       | Male Superstar of the Year                                                 | —                                                                     | Đề cử     |
| 2015 | HOWE Awards                           | HOWE Popular Award                                                         | —                                                                     | Đoạt giải |
| 2015 | 8th TV3 Fanclub Awards                | Most Popular Actor                                                         | Mãi mãi một tình yêu                                                  | Đề cử     |
| 2015 | 1st Maya Awards                       | Popular Charming Male Star                                                 | —                                                                     | Đề cử     |
| 2016 | 2nd TrueLife Awards                   | Best Leading Actor of the Year                                             | Mãi mãi một tình yêu                                                  | Đề cử     |
| 2016 | 4th Ganesha Award                     | Best Actor                                                                 | Mãi mãi một tình yêu                                                  | Đoạt giải |
| 2016 | 4th Ganesha Award                     | Popularity Award                                                           | Mãi mãi một tình yêu                                                  | Đoạt giải |
| 2016 | 13th Kom Chad Luek Awards             | Popular Actor Award                                                        | Mãi mãi một tình yêu                                                  | Đề cử     |
| 2016 | 5th Daradaily the Great Awards        | Best Drama Actor of the Year                                               | Mãi mãi một tình yêu                                                  | Đoạt giải |
| 2016 | Mekkala Awards                        | Outstanding Male Actor                                                     | Mãi mãi một tình yêu                                                  | Đoạt giải |
| 2016 | Mekkala Awards                        | Star Vote Good of The Year                                                 | —                                                                     | Đoạt giải |
| 2016 | 10th Kazz Awards                      | Male Superstar of the Year                                                 | —                                                                     | Đoạt giải |
| 2016 | 10th Kazz Awards                      | Most Popular Actor                                                         | —                                                                     | Đề cử     |
| 2016 | 10th Kazz Awards                      | Best Chemistry with Ranee Campen                                           | —                                                                     | Đề cử     |
| 2016 | 9th Nine Entertain Awards             | Popularity Award                                                           | —                                                                     | Đoạt giải |
| 2016 | 9th The Golden Bell Awards            | Outstanding Contribution to Society – Celebrity Category                   | —                                                                     | Đoạt giải |
| 2016 | Golden Kinnaree Awards                | Popular Artists                                                            | —                                                                     | Đoạt giải |
| 2016 | 1st Dara Inside Awards                | Best Male Celebrity of the Year                                            | —                                                                     | Đoạt giải |
| 2016 | 1st Dara Inside Awards                | Best Couple with Ranee Campen                                              | —                                                                     | Đoạt giải |
| 2016 | 2nd Maya Awards                       | Best Leading Actor (Drama)                                                 | Cô vợ mẫu mực                                                         | Đề cử     |
| 2016 | 2nd Maya Awards                       | Best Chemistry with Ranee Campen                                           | Cô vợ mẫu mực                                                         | Đề cử     |
| 2016 | 2nd Maya Awards                       | Popular Song Award                                                         | "ทุกอณูหัวใจ (Mỗi tế bào con tim)"                                       | Đề cử     |
| 2016 | 11th OK! Awards                       | Female Heartthrob                                                          | —                                                                     | Đề cử     |
| 2017 | 6th Daradaily the Great Awards        | Best Drama Actor of the Year                                               | Cô vợ mẫu mực                                                         | Đề cử     |
| 2017 | 11th Kazz Awards                      | Male Superstar of the Year                                                 | —                                                                     | Đề cử     |
| 2017 | 11th Kazz Awards                      | Most Popular Actor                                                         | —                                                                     | Đề cử     |
| 2017 | 11th Kazz Awards                      | Best Chemistry with Ranee Campen                                           | —                                                                     | Đề cử     |
| 2017 | 14th Kom Chad Luek Awards             | Best Actor (Drama)                                                         | Cô vợ mẫu mực                                                         | Đề cử     |
| 2017 | 14th Kom Chad Luek Awards             | Popular Actor Award                                                        | Cô vợ mẫu mực                                                         | Đề cử     |
| 2017 | 7th MThai Top Talk-About              | Top Talk About Actor                                                       | Cô vợ mẫu mực                                                         | Đề cử     |
| 2017 | 10th Nine Entertain Award             | Popularity Award                                                           | —                                                                     | Đề cử     |
| 2017 | 8th Nataraj Awards                    | Best Actor                                                                 | Cô vợ mẫu mực                                                         | Đề cử     |
| 2017 | 5th Mangu Award                       | Thailand Headlines Person of the Year 2016–2017                            | —                                                                     | Đoạt giải |
| 2017 | 3rd Maya Awards                       | Best Leading Actor (Drama)                                                 | Cứu tinh của nàng thiên nga                                           | Đoạt giải |
| 2017 | 2nd Dara Inside Awards                | Best Male Celebrity of the Year                                            | —                                                                     | Đoạt giải |
| 2017 | 2nd Dara Inside Awards                | Best Couple with Ranee Campen                                              | —                                                                     | Đoạt giải |
| 2018 | 7th Daradaily the Great Awards        | Cool Guy of the Year                                                       | —                                                                     | Đề cử     |
| 2018 | 100 Asian Heartthrobs                 | Semi-finalist                                                              | —                                                                     | Đề cử     |
| 2018 | 6th Ganesha Awards                    | Best Actor in Leading Role (Historical drama series)                       | Một mảnh đất, một bầu trời                                            | Đoạt giải |
| 2019 | Kazz Awards                           | Best Couple of the Year with Natapohn Tameeruks                            | —                                                                     | Đề cử     |
| 2019 | Asian Academy Creative Awards         | Best actor in leading role                                                 | Lồng nghiệp chướng                                                    | Đoạt giải |
| 2019 | 5th Maya Awards                       | Best actor in leading role                                                 | Lồng nghiệp chướng                                                    | Đoạt giải |
| 2019 | 33rd TV Gold Awards                   | Best actor in leading role                                                 | Một mảnh đất, một bầu trời                                            | Đề cử     |
| 2019 | 16th Kom Chad Luek Awards             | Best actor in leading role                                                 | Lồng nghiệp chướng                                                    | Đề cử     |
| 2019 | 12th Nine Entertain Awards            | Popularity Award                                                           | —                                                                     | Đoạt giải |
| 2019 | 8th HOWE Awards                       | HOWE Popular Actor Award                                                   | —                                                                     | Đoạt giải |
| 2020 | Thai Crazy Awards                     | Best Couple with Natapohn Tameeruks                                        | —                                                                     | Đoạt giải |
| 2020 | Thai Crazy Awards                     | Best Actor                                                                 | —                                                                     | Đoạt giải |
| 2020 | 11th Nataraj Awards                   | Best actor in leading role                                                 | —                                                                     | Đoạt giải |
| 2020 | 6th Maya Awards                       | Charming Boy                                                               | —                                                                     | Đề cử     |
| 2020 | 34th TV Gold Awards                   | Best Actor in a Leading Role                                               | —                                                                     | Đề cử     |
| 2021 | 17th Kom Chad Luek Award              | Best Actor in a Leading Role                                               | Chiêu trò nguyên thủy                                                 | Đề cử     |
| 2021 | 17th Kom Chad Luek Award              | Popular Vote - Actor                                                       | —                                                                     | Đề cử     |